# Justicia spicigera
Espèce
Classification phylogénétique
Justicia spicigera (le chèvrefeuille mexicain, buisson pétard, moyotle, moyotli, mohintli, muicle, trompetilla, yaxan, ou ych-kaan en maya) est une espèce de plantes à fleurs de la famille des Acanthacées. C'est un arbuste à feuilles persistantes et à fleurs tubulaires orange  originaire d'Amérique centrale et du Mexique. L'espèce est originaire du Belize, du Costa Rica, du Salvador, du Guatemala, du Honduras, du Mexique et du Nicaragua. 

## Description
Les arbustes poussent de façon pérenne en plein soleil ou à l'ombre partielle, et atteignent généralement une hauteur de 2 à 5 pieds. Leurs feuilles mesurent environ 5 cm de long et leurs fleurs orange vif attirent les colibris. Ils préfèrent le temps chaud, mais peuvent tolérer des températures allant jusqu'à environ -3 °C.

## Phytochimie
Les feuilles et les fleurs contiennent divers produits phytochimiques, notamment des hydrates de carbone, des pectines, des flavonoïdes, des tanins, des huiles essentielles et des minéraux.

## Utilisation
On peut faire du thé en faisant bouillir les feuilles dans de l'eau. Lorsque les feuilles bouillent, elles colorent l'eau en bleu profond ou en indigo, ce qui explique pourquoi la plante a également été utilisée traditionnellement pour fabriquer des teintures.  Certaines parties de la plante sont utilisées comme médicament traditionnel pour le traitement de diverses affections, mais aussi comme agent d'éclaircissement dans la lessive.